# Салданья, Матеус
Мате́ус Банифа́цио Салда́нья Мари́ньо (порт.-браз. Matheus Bonifácio Saldanha Marinho, более известный как Матеус Салданья порт. Matheus Saldanha; род. 18 августа 1999, Убераба) — бразильский футболист, нападающий клуба «Ференцварош».

## Клубная карьера
Сальданья — воспитанник клубов «Сантос», «Гремио Аудакс» и «Баия». 23 января 2020 года в матче Лиги Баиано против «Жуазейренсе» он дебютировал за основной состав последних. 9 февраля в поединке против «Жакобины» Матеус забил свой первый гол за «Баию». 13 августа в матче против «Коритибы» он дебютировал в бразильской Серии A. В 2021 году Сальданья на правах аренды перешёл в японский «ДЖЕФ Юнайтед Итихара Тиба». 1 мая в матче против «Альбирекс Ниигата» он дебютировал во Второй Джей-лиге. 9 мая в поединке против «Фаджано Окаяма» Матеус забил свой первый гол за «ДЖЕФ Юнайтед Итихара Тиба». По окончании аренды клуб выкупил трансфер игрока.
В 2022 году Сальданья на правах аренды перешёл в китайский «Чэнду Синчэн». 1 сентября в матче против «Чанчунь Ятай» он дебютировал в китайской Суперлиге. 3 ноября в поединке против «Хэбэя» Матеус забил свой первый гол за «Чэнду Синчэн».
В начале 2023 года Сальданья на правах аренды перешёл в бакинский «Нефтчи». 1 февраля в матче против «Зири» он дебютировал в чемпионате Азербайджана. 5 февраля в поединке против «Сумгаита» Матеус забил свой первый гол за «Нефтчи». Летом того же года Сальданья перешёл в белградский «Партизан».
3 сентября 2024 года подписал контракт с венгерским клубом «Ференцварош».

## Достижения

### Командные
«Баия»
- Чемпион штата Баия: 2020

### Личные
- Лучший бомбардир чемпионата Сербии: 2023/24